# Phaenocarpa costulata
Phaenocarpa costulata är en stekelart som beskrevs av Fischer 1974. Phaenocarpa costulata ingår i släktet Phaenocarpa och familjen bracksteklar. Inga underarter finns listade i Catalogue of Life.